# Mai dire amore
Mai dire amore è una commedia teatrale del 2001, scritta da Paolo Coletta e Mimmo Esposito, diretta da Bruno Garofalo e con interpreti Biagio Izzo, Patrizio Rispo, Mario Porfito, Gigio Morra, Mimmo Esposito, Paolo Coletta, Stefania Pelella e Monica Assante di Tatisso.

## Trama
Bébé e Gianpaolo sono due avventurieri, coadiuvati dal fedele assistente Sibilo, a caccia di belle donne libere e ricche da sedurre e abbandonare. La vicenda parte dalla vigilia del matrimonio tra Bébé e Ester e racconta dell'incontro con i pericolosi fratelli della sposa, venuti dagli Stati Uniti in Italia a conoscere il futuro marito. A sconvolgere il già precario equilibrio dell'impresa è l'arrivo di Nina, una ex vittima di Bébé, tornata a presentargli il conto della loro relazione. Con lei, entra a far parte della vicenda Lillo, un misterioso personaggio senza passato e, probabilmente, senza futuro, le cui sorti sembrano davvero dipendere dall'epilogo della storia. In una girandola di equivoci, rivelazioni e false confidenze, l'amore pare sfuggire a qualsiasi calcolo e convenienza, costringendo inesorabilmente i protagonisti di quest'incredibile storia ad arrendersi alla sua forza e alle loro nuove vite.

## Rappresentazioni
Diretta da Bruno Garofalo, è stata rappresentata in due diverse stagioni: la prima con Biagio Izzo, Patrizio Rispo, Mario Porfito, Gigio Morra, Mimmo Esposito, Paolo Coletta, Stefania Pelella e Monica Assante di Tatisso; la seconda con Gianni Ferreri, nel ruolo di Vito Mondragone.
Scenografia di Bruno Garofalo, i costumi di Teresa Acone. Le musiche composte da Paolo Coletta.